# Jungfernstieg
Lo Jungfernstieg (lett. “salita delle zitelle”) è una celebre via della città tedesca di Amburgo, situata lungo il Binnenalster e nota soprattutto come via alla “moda” e strada per lo shopping.
Si tratta della prima strada asfaltata nella storia della Germania (correva l'anno 1838).

La via è anche famosa per essere stata il luogo dove trovò la morte, nel 1912, il re danese Federico VIII.

## Ubicazione
La Jungfernstieg si trova nel centro di Amburgo, tra il Gänsemarkt e la Piazza del Municipio.

## Profilo della zona
La via è caratterizzata da edifici eleganti e vi si trovano alcuni Hotel ed una ottantina fra negozi (negozi d'abbigliamento, profumerie) e locali. 

## Origini del nome
Il nome della via significa “strada delle vergini” e deriva da un'usanza, ovvero quella per cui un tempo, alla domenica, le donne non sposate della borghesia venivano condotte a passeggio nella zona dalle loro famiglie.

## Storia

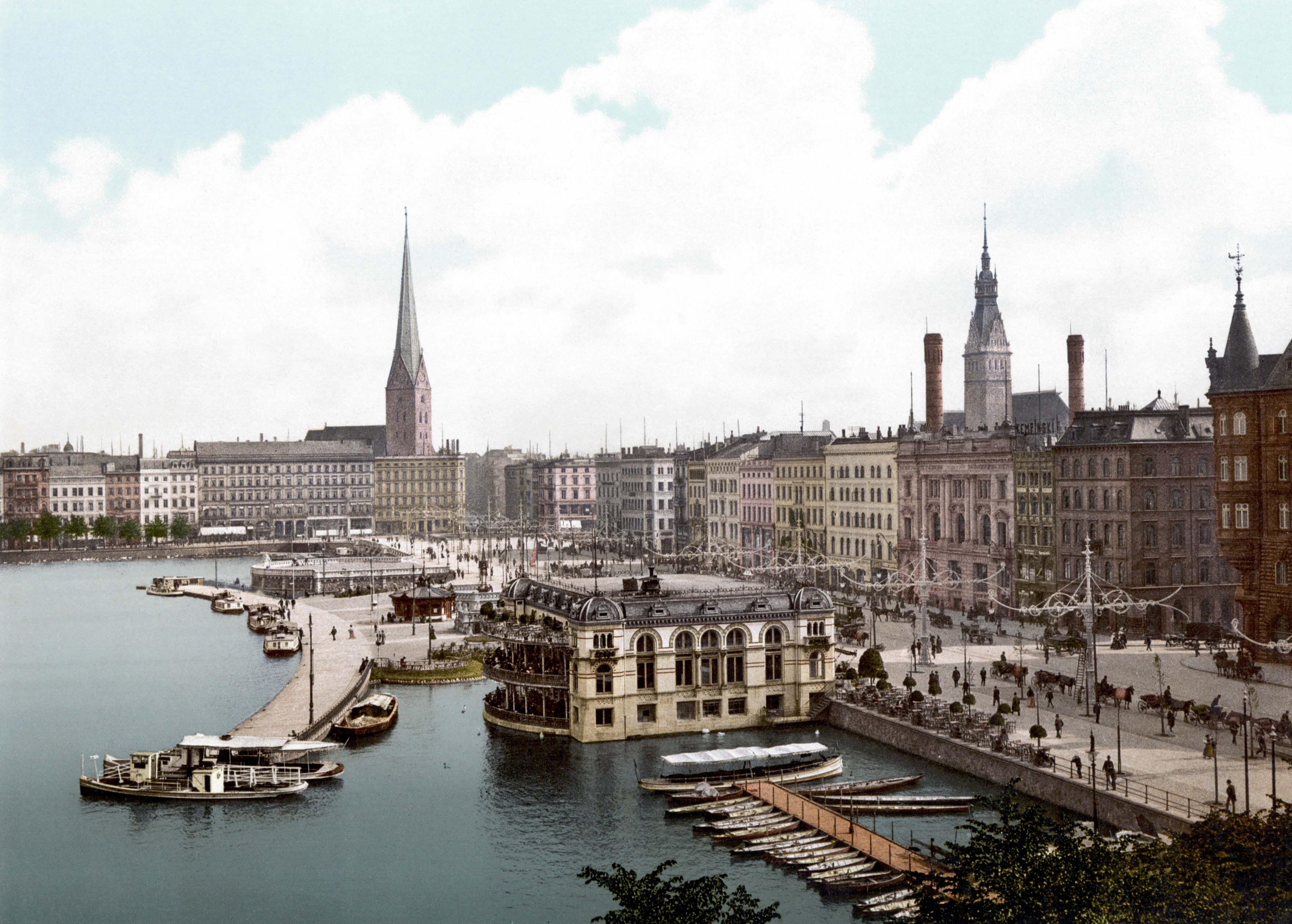
La Jungfernstieg alla fine del XIX secolo

La storia della via inizia nel 1235 con la costruzione in loco di una diga sul fiume Alster e di un mulino ad acqua.
Nel 1842, un violento incendio, passato alla storia come il "grande incendio di Amburgo", distrusse alcuni degli hotel di lusso della via. Altri furono abbattuti tra la fine del XIX secolo e l'inizio del XX secolo in seno ad un'opera di ristrutturazione della zona.
Tra il 2003 e il 2005, si è provveduto a ristrutturare la via, ampliando e ristrutturando la zona pedonale.

## Edifici e luoghi d'interesse

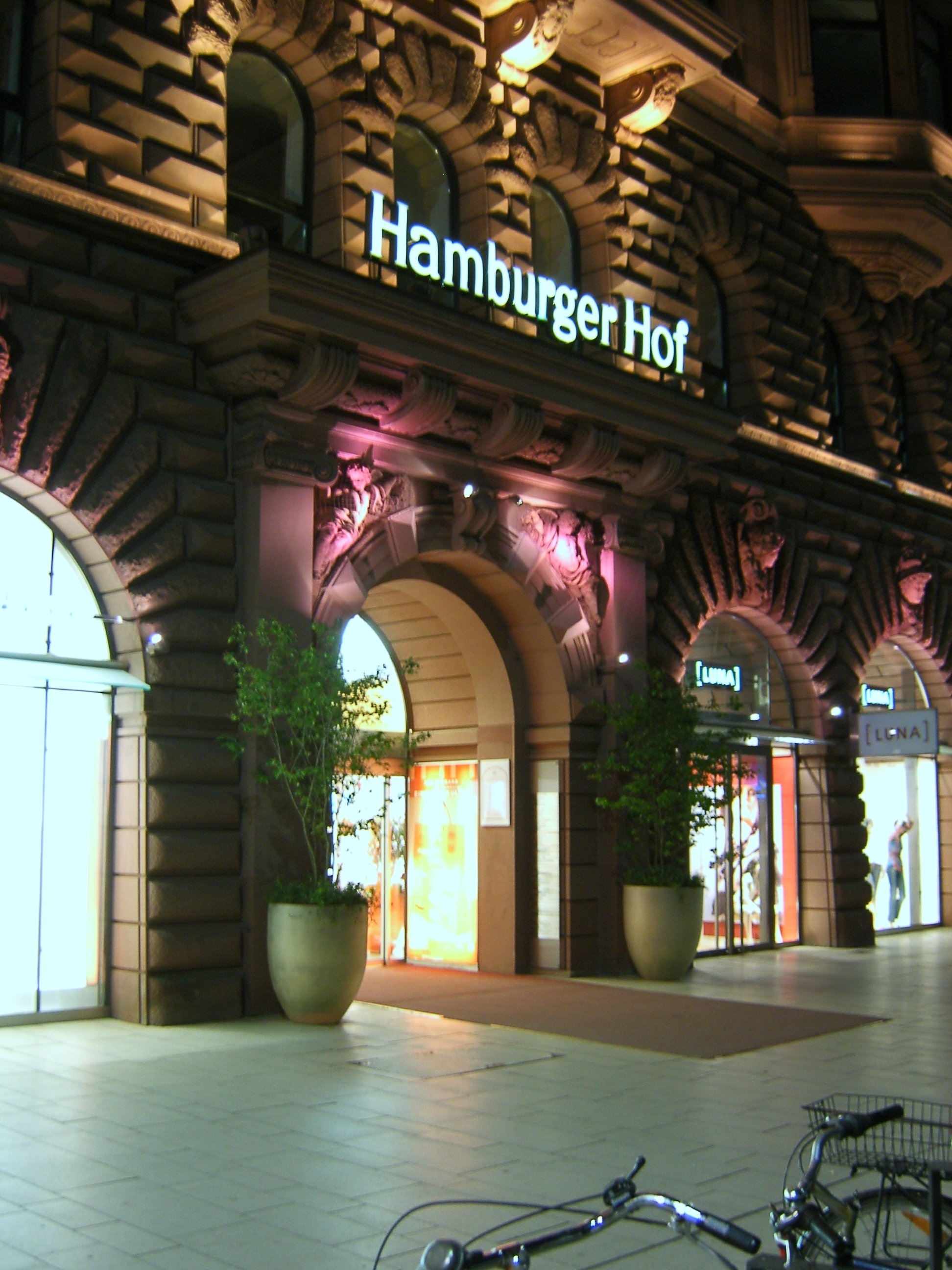
Jungfernstieg: lo Hamburger-Hof

Tra gli edifici d'interesse lungo la Jungfernstieg, vi sono:
- Alsterarkaden
- Hotel Hamburger-Hof (1881 – 1883)
- Hotel Vier Jahreszeiten
- Casa di Heinrich Heine (1903), al nr.32
- Streitshaus
- Edificio HAPAG (costruito nel 1903 e ristrutturato nel 1922 – 1923)